# Wolfgang Eichhorn (Philosoph)

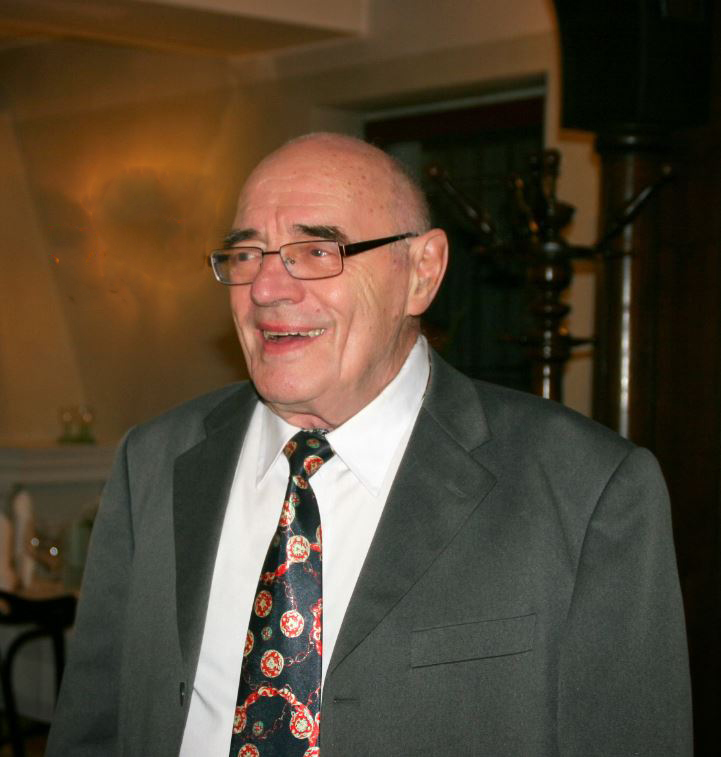
Wolfgang Eichhorn an seinem 85. Geburtstag

Wolfgang Eichhorn (geboren am 23. Februar 1930 in Unterneubrunn, gestorben am 18. März 2025) war ein deutscher marxistischer Philosoph.

## Leben
Wolfgang Eichhorn wurde in Unterneubrunn geboren, das heute zu Schönbrunn, einem Ortsteil der Gemeinde Schleusegrund im Landkreis Hildburghausen in Thüringen gehört. Hier besuchte er ab 1936 eine Grundschule, wechselte 1942 zur Aufbauschule in Hildburghausen und legte dort 1948 das Abitur ab. Unmittelbar danach begann er das Studium an der Gesellschaftswissenschaftlichen Fakultät der Friedrich-Schiller-Universität (FSU) in Jena. Er widmete sich vor allem der Philosophie und philosophischen Methodologie, aber auch der Politischen Ökonomie und der modernen Logik. Sein Studium schloss Eichhorn 1951 mit einer Diplomarbeit über philosophisch-theoretische Ansatzpunkte politischer Auffassungen und mit der Teilnahme an einem staatlichen Dozentenlehrgang samt Examensprüfung ab.
Im Herbstsemester 1951 nahm Eichhorn die Lehrtätigkeit als Dozent für Grundlagen des Marxismus-Leninismus an der Humboldt-Universität zu Berlin (HUB) auf. 1954 wechselte er an das Institut für Philosophie der HUB, wo er neben der philosophischen Lehrtätigkeit die Möglichkeit einer Promotions-Aspirantur nutzte. 1956 promovierte er dort mit der Dissertation Über das Gesetz des dialektischen Widerspruchs und einige Fragen seines Wirkens in der Übergangsperiode vom Kapitalismus zum Sozialismus in der Deutschen Demokratischen Republik. Danach widmete er sich weiterhin der Forschung, der Publikation und der Lehrtätigkeit zu Fragen der materialistischen Geschichtsauffassung und der Ethik. Daraus ging auch die Arbeit über den Menschen in der sozialistischen Epoche hervor, mit der er sich 1964 habilitierte. 1957 bis 1964 war er Leiter des Bereichs Historischer Materialismus am Institut für Philosophie. Parallel dazu war er ab 1960 ehrenamtlicher, später stellvertretender Chefredakteur der Deutschen Zeitschrift für Philosophie. Er war außerdem ab 1960 Herausgeber der Reihe Wissenschaftliche Weltanschauung.
1965 wurde Eichhorn Mitarbeiter des Instituts für Philosophie an der Deutschen Akademie der Wissenschaften zu Berlin (DAW). 1966 erfolgte seine Ernennung zum Professor für Philosophie an der DAW. Von 1968 bis 1970 übernahm er die Leitung des Forschungsbereichs Gesellschaftswissenschaften beim Präsidium der DAW.
1969 wurde Eichhorn als korrespondierendes Mitglied der Gelehrtensozietät der DAW und 1973 als ordentliches Mitglied der AdW gewählt. 1970 wählte ihn die Akademie der Pädagogischen Wissenschaften der DDR zu ihrem Mitglied.
1990 ging er in den Vorruhestand. Eichhorn war Gründungsmitglied der Leibniz-Sozietät der Wissenschaften zu Berlin und war der erste Sekretar des Präsidiums und der erste Schatzmeister. Eichhorn war Mitglied des Vereins Marx-Engels-Stiftung.
Eichhorn lebt in Berlin. Er war in zweiter Ehe verheiratet und Vater eines Sohnes und zweier Töchter.
In der DDR war Eichhorn unter dem Namen Wolfgang Eichhorn I bekannt, weil es einen ein Jahr jüngeren gleichnamigen Professor für Philosophie Wolfgang Eichhorn II gab, der an der Humboldt-Universität Direktor der Sektion marxistisch-leninistische Philosophie war.

## Mitgliedschaften und Auszeichnungen
- Mitglied der Philosophenkommission DDR-UdSSR
- Mitglied des Wissenschaftlichen Rates für Friedensforschung der DDR
- Leiter der Sektion Philosophie und Mitglied des Präsidiums der Gesellschaft zur Verbreitung wissenschaftlicher Kenntnisse
- Mitglied der Karl-Lamprecht-Gesellschaft (European Network and Global History)
- Mitglied der  deutschen Sektion der Internationalen Vereinigung für Rechts- und Sozialphilosophie
- 1969 Wahl als korrespondierendes Mitglied der Deutschen Akademie der Wissenschaften zu Berlin
- 1970 Wahl als Mitglied der Akademie der Pädagogischen Wissenschaften der DDR
- 1973 Wahl als ordentliches Mitglied der Akademie der Wissenschaften der DDR
- 1980 Nationalpreis der DDR III. Klasse für Wissenschaft und Technik
- Orden Banner der Arbeit
- 1988 Vaterländischer Verdienstorden in Silber
- 2006 Ehrenurkunde als höchste Auszeichnung der Leibniz-Sozietät der Wissenschaften zu Berlin
- 2010 Daniel-Ernst-Jablonski-Medaille der Leibniz-Sozietät

## Publikationen
- Über die Widersprüche beim Aufbau des Sozialismus. Deutscher Verlag der Wissenschaften, Berlin 1959.
- Zum Einfluss des wissenschaftlich-technischen Fortschritts auf die Überwindung wesentlicher Unterschiede zwischen geistiger und körperlicher Arbeit. Humboldt-Universität zu Berlin, Philosophische Fakultät, Dissertation, Berlin 1964.
- Von der Entwicklung des sozialistischen Menschen. Dietz Verlag, Berlin 1964.
- Wie ist Ethik als Wissenschaft möglich? Deutscher Verlag der Wissenschaften, Berlin 1965.
- Hrsg.: Adolf Bauer u. a.: Basis und Überbau der Gesellschaft. Verlag Marxistische Blätter, Frankfurt a. M. 1974, ISBN 978-3-88012-278-9.
- Wechselbeziehungen zwischen Produktivkräften und Produktionsverhältnissen. Akademie-Verlag, Berlin 1974; Verlag Marxistische Blätter, Frankfurt a. M. 1975, ISBN 978-3-88012-279-6.
- mit Adolf Bauer; Gisela Koch: Die Dialektik von Produktivkräften und Produktionsverhältnissen. Dietz Verlag, Berlin 1975.
- Heinrich Scheel (Hrsg.); Gerhard Schulz; Wolfgang Eichhorn: Zur Entwicklung der sozialistischen Produktionsverhältnisse. Akademie-Verlag, Berlin 1977.
- Hrsg.: Das materielle Leben der sozialistischen Gesellschaft. Dietz Verlag, Berlin 1977.
- Hrsg.: Marxistisch-leninistische Philosophie. Dietz Verlag, Berlin 1979, 2. Auflage 1982; Verlag Marxistische Blätter, Frankfurt a. M. 1979, ISBN 978-3-88012-563-6.
- Hrsg.: Wertauffassungen im Sozialismus. Dietz Verlag, Berlin 1980.
- Dialektik – Revolution – Weltprozess. Sitzungsberichte der Akademie der Wissenschaften der DDR / G; Jg. 1980, Nr. 13. Akademie-Verlag, Berlin 1981.
- Wolfgang Eichhorn; Adolf Bauer: Zur Dialektik des Geschichtsprozesses – Studien über die materiellen Grundlagen der historischen Entwicklung. Akademie-Verlag, Berlin 1983.
- Hrsg.: Wolfgang Eichhorn; Hans Schulze: Philosophie im Friedenskampf. Akademie-Verlag, Berlin 1983; Verlag Marxistische Blätter, Frankfurt a. M. 1979, 2. Auflage 1984, ISBN 978-3-88012-694-7.
- Gesetzmäßigkeit von Revolutionen. Sitzungsberichte der Akademie der Wissenschaften der DDR / G; Jg. 1984, Nr. 11. Akademie-Verlag, Berlin 1984.
- Rolf Löther (Autor) und Wolfgang Eichhorn (Hrsg.): Mit der Natur in die Zukunft – die natürlichen Bedingungen des gesellschaftlichen Lebens. Dietz Verlag, Berlin 1985.
- Revolution und Frieden. Sitzungsberichte der Akademie der Wissenschaften der DDR / G; Jg. 1987, Nr. 13. Akademie-Verlag, Berlin 1988.
- mit Wolfgang Küttler: "... dass Vernunft in der Geschichte sei" – Formationsgeschichte und revolutionärer Aufbruch der Menschheit. Dietz Verlag, Berlin 1989.
- Hrsg.: Revolution der Denkungsart – zum 200. Todestag von Immanuel Kant. Sitzungsberichte der Leibniz-Sozietät der Wissenschaften zu Berlin, Band 69, Jahrgang 2004. trafo Wissenschaftsverlag Dr. Wolfgang Weist, Berlin 2004, ISBN 978-3-89626-495-4.
- Hrsg.: Wolfgang Eichhorn, Wolfgang Küttler: Was ist Geschichte? Aktuelle Entwicklungstendenzen von Geschichtsphilosophie und Geschichtswissenschaft. Abhandlungen der Leibniz-Sozietät der Wissenschaften zu Berlin, Band 19, Jahrgang 2008. trafo Wissenschaftsverlag Dr. Wolfgang Weist, Berlin 2008, ISBN 978-3-89626-626-2.
- In: Neue Fragen in der Dialektik von Produktivkräften und Produktionsverhältnissen im 21. Jahrhundert. Helle Panke, Berlin 2010.

Eichhorn war beteiligt an
- Lehrbuch für Staatsbürgerkunde
- Philosophisches Wörterbuch
- Wörterbuch der marxistisch-leninistischen Soziologie, Dietz, Berlin, 1983, DNB 830761616